# Microsoft Office 97
Microsoft Office 97 a fost publicat atât pe CD, precum și pe 45 de dischete 3 ½.

### Cerințe de sistem
- Pentium 1 75 Mhz
- HDD 500 MB
- RAM 16 MB
- Windows 95 sau mai nou

1. ↑  Paul Thurrott[*] (7 octombrie 1999), Microsoft quietly issues new version of Office 97 SR2 (în engleză), accesat în 3 martie 2024
2. ↑  Office 97 Service Release 2b (SR-2b) Fact Sheet (în engleză), 11 octombrie 1999, accesat în 3 martie 2024